# 榊原亨

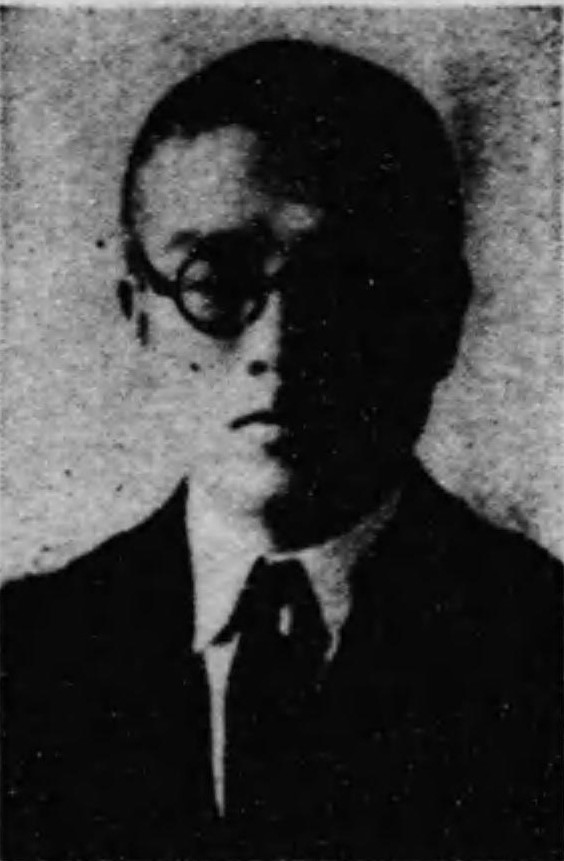
榊原亨

榊原 亨（さかきばら とおる、1899年（明治32年）11月3日 - 1992年（平成4年）1月27日）は、大正末から昭和期の医学者、政治家。衆議院議員（1期）、参議院議員（1期）、医学博士。心臓外科の創始者。

## 経歴
福井県福井市宝永上町生まれ。幕臣榊原職直の後裔である。開業医の長男として生まれる。第四高等学校を経て、1925年（大正14年）九州帝国大学医学部を卒業した。
金沢医科大学（現金沢大学）に赴任し副手、助手を歴任。泉伍朗教授の元で脾臓手術を行い認められる。1928年（昭和3年）泉教授と共に岡山医科大学（現岡山大学医学部）に赴任し講師に就任し、1929年（昭和4年）助教授となる。収縮性心包炎の手術に成功して名を知られた。
1932年（昭和7年）弟たちの養育のため岡山市内山下で榊原外科病院を開業。1934年（昭和9年）日本臨床外科医学会を設立。2年後に心臓手術を行い日本で初めての成功例となる。1939年（昭和14年）世界初の心臓内視鏡を開発したが、戦況の悪化で研究の中止を余儀なくされた。
1946年（昭和21年）1月、岡山県医師会長に就任。1947年（昭和22年）新生日本医師会設立委員会委員長に就任して機構改革に尽力し、1950年（昭和25年）日本医師会副会長に就任。1951年（昭和26年）6月、弟榊原仟と共に日本初成功の動脈管開存症根治手術を執刀した。1960年（昭和35年）医療法人榊原十全会理事長となり、その他、日本外科学会名誉会長、日本臨床医学会名誉会長、心臓病センター榊原病院名誉院長なども務めた。
医師仲間の強い推薦を受けて1947年4月の第23回衆議院議員総選挙で岡山県第1区から日本自由党所属で出馬して当選。1949年（昭和24年）1月の第24回総選挙では新自由党公認で立候補したが落選し、衆議院議員に1期在任。1953年（昭和28年）4月の第3回参議院議員通常選挙に全国区から自由党公認で出馬して当選し、参議院議員に1期在任した。この間、第1次岸改造内閣・行政管理政務次官などを務め、医療・社会保険関係法規の整備などに尽力した。1959年（昭和34年）6月の第5回参議院議員通常選挙に岡山県地方区から自由民主党公認で立候補したが落選し、政界を引退した。
1974年秋の叙勲で勲三等旭日中綬章受章。
1992年（平成4年）1月27日、老衰のため東京都保谷市の自宅で死去、92歳。死没日をもって正七位から従四位に叙される。

## 著作
- 榊原仟との共著『心臓外科』〈呼吸・循環新書 第1〉医学書院、1954年。

## 親族
- 長男 榊原宣（外科医）[3]
- 弟 榊原仟（外科医）[9]